# Bad-tibira
Bad-tibira (slovensko Obzidje obdelovalcev bakra  ali Trdnjava kovačev, akadsko Dûr-gurgurri, grško Παντιβίβλος [Pantibíblos]), sodobni Tell al-Medineh v južnem Iraku, je bilo antično sumersko mesto, ki je po Seznamu sumerskih kraljev nastalo že pred vesoljnim potopom.

## Zgodovina
Po Seznamu sumerskih kraljev je bila Bad-tibira drugo mesto v Sumeriji, ki je nastalo pred vesoljnim potopom. Prvi je bil Eridu. V njem so vladali kralji En-men-lu-ana, En-men-gal-ana in Dumuzid Pastir.
Zgodnje sumersko besedilo Inanin spust v spodnji svet omenja mestni tempelj E-muš-kalama. Zgodba pripoveduje, da je boginja Inana pregovorila demone podzemlja, naj ne vzamejo bad-tibirskega zavetnika Lulala, ki je živel v umazaniji. Demoni so namesto njega vzeli  Dumuzida, ki je živel v razkošju v Uruku. Dumuzid z nadimkom Pastir, ki je po Seznamu kraljev živel v Bad-tibiri, ni istoveten s popotopnim  Dumuzidom Ribičem,  ki je vladal v Uruku.
Klinopisno besedilo na valjih, ki so jih oropali z arheološkega najdišča v 1930. letih, pravi, da sta lagaški guverner Entemena in uruški guverner Lugal-kinišedudu sklenila pakt o prijateljstvu. Iz njega je razvidno, da je Entemena zgradil tempelj E-muš, posvečen bogovoma Inani in Dumuzidu, z njegovim lokalnim imenom  Lugal-E-muš.

## Arheologija
Na nekaj slabo ohranjenih opekah na vrhu gomile je bil napis Amar-Sina iz Tretje urske dinastije. Kosi osteklenele opeke,  raztreseni po površini velike gomile, dokazujejo, da je mesto uničil požar. Oblast nad mestom je prešla na Larso, katere kralj  Sin-Iddinam je trdil, da je zgradil velik bad-tibirski zid, in Isin, katerega kralj Lipit-Ištar, »nipurski pastir«, je trdil da je tam zgradil »Hišo pravičnosti«. 